# Corin Nemec
Corin Nemec, właściw. Joseph Charles Nemec IV (ur. 5 listopada 1971 w Little Rock w Arkansas) – amerykański aktor radiowy, aktor teatralny, aktor telewizyjny, aktor filmowy, scenarzysta, reżyser filmowy i producent filmowy. Trzykrotnie nominowany do Young Artist Award i Emmy.

## Życiorys
Urodził się w Little Rock w Arkansas jako syn Janis Lynne Collier Nemec i Josepha Charlesa Nemeca III. Jego imię Corin wywodzi się ze sposobu, w jaki jego babcia Nancy Reed na niego wołała: „Corky”. Jego ojciec miał korzenie angielskie, irlandzkie, szkockie i czeskie, był architektem, artystą malarzem i projektantem, a matka, która pochodziła z Liverpoolu, była projektantką grafiki, artystką malarką, pisarką i poetką. Jego starsza siostra Anastacia C. Nemec (ur. 12 lutego 1970) podjęła pracę jako asystentka reżysera.

## Życie prywatne
11 maja 2002 zawarł związek małżeński ze szkolną sympatią – Jami Beth Schahn, z którą ma dwoje dzieci: córkę – Sadie Joy (ur. 1993r.) i syna – Lucasa Manu (ur. 2005r.). W 2009 doszło do rozwodu. Zamieszkał w Kalifornii. W lipcu 2023 poślubił Sabrinę Beth Novę. Jest członkiem Church of Scientology. 

## Kariera
Zainteresował się aktorstwem po obejrzeniu filmu przygodowego Goonies (1985), przy którym jego ojciec był dyrektorem artystycznym. Wziął udział w kilku reklamach. Pojawił się jako Nicky Papadapolis w sitcomie ABC Webster (1987–1988) i jako Noble Tucker w dramacie biograficznym Francisa Forda Coppoli Tucker. Konstruktor marzeń (Tucker: The Man and His Dream, 1988) z Jeffem Bridgesem. 
Za kreację Stevena Staynera w telewizyjnym dramacie kryminalnym Wiem, że na imię mam Steven (I Know My First Name Is Steven, 1989), w 1989 był nominowany do nagrody Emmy w kategorii „Wybitny aktor drugoplanowy – miniserial lub film telewizyjny”. Zaoferowano mu potem rolę Parkera Lloyda Lewisa w Parker Lewis nigdy nie przegrywa (1990–1993). W serialu telewizyjnym Gwiezdne wrota (Stargate SG-1, 2002–2004) występował jako Jonas Quinn. W dramacie kryminalnym Bundy: An American Icon (2008) zagrał seryjnego mordercę Teda Bundy’ego. Był reżyserem teledysku Kevina Hicksa „Eye Jockey” (2012) i 23–minutowego reality show The Chosen One (2013) z Davidem Faustino. 
Lubi pisać wiersze i recytować poezję w Vancouver i Los Angeles.

## Filmografia

### Filmy
- 1988: Tucker. Konstruktor marzeń jako Noble Tucker
- 1994: Strefa zrzutu jako Selkirk
- 1995: Operacja Słoń (Operation Dumbo Drop) jako Lawrence Farley
- 1996: Mojave Moon jako złodziej samochodu
- 2005: Władca komarów (Mansquito) jako porucznik Thomas Randall
- 2006: Ukryte tajemnice (Hidden Secrets) jako Michael Stover
- 2007: Masakra w Chicago (Chicago Massacre: Richard Speck) jako Richard Speck
- 2007: Parzania (Heaven & Hell On Earth) jako Allan
- 2010: Dom z kości (House of Bones) jako Quentin French

### Seriale TV
- 1987–1988: Webster jako Nicky Papadapolis
- 1990–1993: Parker Lewis nigdy nie przegrywa jako Parker Lloyd Lewis
- 1995: Nowojorscy gliniarze jako Howie
- 1997: Beverly Hills, 90210 jako Derrick Driscoll
- 2002: Tajemnice Smallville jako Jude Royce
- 2002–2004: Gwiezdne wrota jako Jonas Quinn
- 2004: CSI: Kryminalne zagadki Nowego Jorku jako Todd Camden
- 2006: Three Moons Over Milford jako Roark
- 2007: Agenci NCIS jako Len Grady
- 2008: Zaklinacz dusz jako Paul Eastman
- 2010: Nie z tego świata jako Christian Campbell
- 2013: Agenci NCIS: Los Angeles jako Anwar Amurov